# Triznaka wallowa
Triznaka wallowa is een steenvlieg uit de familie groene steenvliegen (Chloroperlidae). De wetenschappelijke naam van de soort is voor het eerst geldig gepubliceerd in 2012 door Kondratieff & Baumann.